# Michael Kennedy (Politiker, 1897)
Michael Joseph Kennedy (irisch Micheál Seosamh Ó Cinnéide; * 1. März 1897 in Castlepollard, County Westmeath; † 14. Februar 1965 ebenda) war ein irischer Politiker der Fianna Fáil (FF), der zwischen 1927 und 1965 Mitglied des Dáil Éireann war, des Unterhauses des Parlaments (Oireachtas) der Republik Irland. Er bekleidete zudem Posten als Parlamentarischer Sekretär in verschiedenen Regierungen.

## Leben
Michael Joseph Kennedy, der von Beruf Lebensmittelhändler war, engagierte sich zunächst in der Sinn Féin sowie in der Anti-Treaty Sinn Féin. Er kandidierte für die Fianna Fáil (FF) im Wahlkreis Longford Westmeath bei den Wahlen am 9. Juni 1927 erstmals für ein Mandat im Dáil Éireann, dem Unterhaus des Parlaments (Oireachtas) der Republik Irland, und wurde mit 2504 Stimmen (6,63 Prozent) zum Abgeordneten (Teachta Dála) gewählt. Er gehörte dem Dáil Éireann als Vertreter dieses Wahlkreises nach seinen Wiederwahlen am 15. September 1927, 16. Februar 1932 sowie am 24. Januar 1933 bis zum 1. Juli 1937 an. Nach der Auflösung seines bisherigen Wahlkreises Longford Westmeath bewarb er sich bei den 1. Juli 1937 für die Fianna Fáil im neu geschaffenen Wahlkreis Meath Westmeath für seine Wiederwahl und wurde mit 6641 Stimmen (13,8 Prozent) wieder zum Teachta Dála gewählt. Er vertrat diesen Wahlkreis nach seinen Wiederwahlen am 17. Juni 1938, 23. Juni 1943 sowie am 30. Mai 1944 bis zur Auflösung des Wahlkreises Meath Westmeath am 4. Februar 1948.
Bei den Wahlen am 4. Februar 1948 wurde Kennedy für die Fianna Fáil im wieder geschaffenen Wahlkreis Longford Westmeath mit 5158 Stimmen (12,38 Prozent) abermals zum Mitglied des Dáil Éireann gewählt, dem er nunmehr nach seinen Wiederwahlen am 30. Mai 1951, 15. Dezember 1954, 5. März 1957, 4. Oktober 1961 als Vertreter dieses Wahlkreises bis zu seinem Tode am 14. Februar 1965 angehörte.
Am 13. Juni 1951 übernahm Michael Kennedy erstmals ein Regierungsamt und fungierte bis zum 2. Juni 1954 in der zehnten Regierung De Valera als Parlamentarischer Sekretär beim Sozialminister. In der elften Regierung De Valera fungierte er zwischen dem 20. März 1957 und dem 24. Juni 1959 abermals als Parlamentarischer Sekretär beim Sozialminister. Nachdem Seán Lemass am 23. Juni 1959 als Nachfolger von Éamon de Valera neuer Premierminister wurde, bekleidete er vom 24. Juni 1959 bis zum 11. Oktober 1961 auch in der ersten Regierung Lemass das Amt als Parlamentarischer Sekretär beim Sozialminister.